# はたらくねこ
『はたらくねこ』は、渡辺電機(株)作のギャグ漫画。ゲーム雑誌「ファミ通Bros.」→漫画雑誌「ファミ通ブロス」（1995年11月号～1998年6月号）に掲載された。

## 概要
ファミコンショップ（当時の名称）で働く3匹の猫の奮闘を描く1話完結形式のもの（たまに連続編になる事もある）。
単行本は1巻がアスキー(アスキーコミックス)から1997年に発行されたが1巻止まりで連載が終わり、2006年2月にJIVEから完全版として全2巻が発売された。

## 主な登場人物

### ファミ猫Bros.
ファミコンショップ「外道」を乗っ取って作った「ファミ猫Bros.」の店長及び店員を務めるネコの兄弟。ネコだが、普通に二本足で歩き人語も話す。そもそもゲームとは何かを知らないまま販売していたようで、食べ物と思いレンジでゲームを温めて店を爆破したこともあった。
ナガシマファミ猫Bros.の長男のトラ猫。ゲームショップ「ファミ猫Bros.」店長を務める。が、実はかなりいい加減。他の2猫に振り回されっぱなしである。ワイシャツにネクタイ、スラックスを身に着けている。これをベーシックとして後の同作者の漫画「(株)～かっこかぶ～」に設定を引き継いで登場する。
タブチファミ猫Bros.の次男の斑猫。狂暴。最も行動力に優れる。ランニングシャツにジーパンを着ている。喫煙者である為、大人（成猫）であると思われる。銘柄はマイルドセブン。
クロマティファミ猫Bros.の三男の黒猫。常に無表情で目つきが変わらず、基本的に口も描かれないため、ポーカーフェイスで感情が読めない。最も下の弟ということで丁寧語で話すが、行動は兄弟で最もエキセントリックであり、常識外の行動を連発する。シモのしつけがなっていない。Tシャツにジーパンをしている。謎のパラレルワールド事件において別な生活を送っている為、兄2人よりも歳をとっている可能性がある。

### その他
ポチ乗っ取られて「ファミ猫Bros.」となる前のファミコンショップである「外道」の店主。本名不詳。中年（30代）の人間。ソフトを手に取っただけの客に因縁をつけ強引に買わせる、盗品のゲームをそれと知りつつ買い取る、フライングゲットさせるなど横暴の限りを尽くしていた。しかし、第1話で唐突に表れたファミ猫Bros.に店を乗っ取られ、野獣として通報され保健所に送られた後、飼い主としてファミ猫Bros.に引き取られて「ポチ」の名を付けられる。
それ以降はファミ猫Bros.の「飼い犬」として店の2階に住み、毎日ゲームで徹夜して昼間は寝ているなど、堕落しきった生活を送る。元々店長としての生活に疲れを感じていたこともあって、本人は飼い犬としての生活を結構楽しんでおり、一度飲みの席で知人に馬鹿にされたことがきっかけで逆襲し店主の座を取り戻すも、自堕落な生活に慣れきってしまっていたため翌朝にはやる気を喪失して元の生活に戻ってしまっている。しかし、店主であるという自覚はあるようで、事ある毎に「ここは俺の店だ」と言っている。ファミ猫Bros.よりも霊感が強く、常に「見えている」。
さとる近所の小学生その1。エリカの兄。よく店に邪魔に来る。お金は持っていない事が多い。
エリカ近所の小学生その2。さとるの妹。よく兄について冷やかしに来る。登場する度に髪型が変わると言う斬新な設定を持つが、評判は今ひとつであった。
万田引男万引き常習犯の男。21歳。一度も足のつくことのないまま多くのゲーム屋を潰してきた凄腕の万引きだったが、「ファミ猫Bros.」に何度も挑戦をかけことごとく失敗し、後に演歌歌手「万 引也」としてデビューしてしまう。しかしその後も万引きへの衝動は抑えきれず、「歌う万引き男」として活躍しているらしい。その後、ファミ猫Bros.犬支店の警備員を経て店長を任される。「(株)～かっこかぶ～」の下山田と顔がそっくりだが、これはキャラクターデザインにモデルがいる為である。
南トモコ朝のワイドショーでレポーターを務める。27歳独身。ポチとの初対面時にグーで顔を殴られたが、それがきっかけでだんだんと彼に惹かれていく。そして何度かアタックを仕掛けるが、いつも中途半端な結果に終わってしまう…。

## その他
JIVEから出版された完全版は、1巻目と2巻目の半分までは左から読むが2巻目の半分は右閉じになっており最終ページから読むことになる。
渡辺電機(株)曰く「後期担当編集が人間失格レベルの真性のクズ」。
読みきり漫画「のわぁんちゃってSay!!You!!（クソゲー星人に収録）」にて3猫が外見、序列はそのままに名前を変えて（劉備玄徳、関羽雲長、張飛翼徳）登場している。
アスキー単行本第1巻人気投票の結果は次の通りである。
- 第1位 クロマティ 103票
- 第2位 ナガシマ 30票
- 第3位 タブチ 25票
- 4位 ポチ 5位 エリカ&火星人 7位万引き男 8位 南さん 以下略

ダントツでクロマティが１位である。実際に当時クロマティの人気は凄まじいものがあり、サインの依頼もクロマティが多かったと言う。
1998年3月号から6月号(最終回)のラスト4回は、作者のアナログからデジタルへの作画環境変更に伴い、CG処理での作画での掲載となった。